# Palladius av Galatien
Palladius av Galatien var en kristen biskop.
Palladius var bördig från Galatien, var senare munk i Egypten och blev 400 biskop i Helenopolis i Bithynien, senare i Aspuna i Galatien. Palladius är främst känd för sin Historia lausiaca, tillägnad kammarherren Lauson, en viktig källa för kännedomen om det äldre munkväsendet. Palladius avled troligen 431.

## Fotnoter
1. ↑  läs online, Encyclopædia Britannica .[källa från Wikidata]
2. ↑  Mirabile: Archivio digitale della cultura medievale, SISMEL – Edizioni del Galluzzo.[källa från Wikidata]